# Marie Růtová
Marie Růtová, roz. Rausová (20. února 1888 Tišnov – 24. října 1942 Koncentrační tábor Mauthausen), byla česká odbojářka z období druhé světové války a spolupracovnice Operace Anthropoid popravená nacisty.

## Život
Marie Růtová se narodila jako Marie Rausová 20. února 1888 v Tišnově do rodiny domkaře Josefa Rause a Františky Rausové rozené Jedonové. Měla čtyři sourozence: bratry Josefa (nar. před r. 1880) a Augusta (nar. 26. srpna 1880) a sestry Antonii (nar. 10. června 1883) a Františku (nar. 29. ledna 1891). V září 1894 začala navštěvovat dívčí pětitřídní obecnou školu v Tišnově, poté se vyučila dámskou krejčovou. Spolu se svými sestrami odešla do Vídně, kde se všechny tři sestry živily jako služebné. Nejstarší bratr byl povoláním klempíř, později zaměstnanec tišnovské městské spořitelny. Druhý bratr August byl vyučeným knihkupcem a ve Vídni vlastnil české knihkupectví. Padl během 1. světové války.
Marie se přestěhovala v roce 1913 do tehdejšího Prešpurku, dnešní Bratislavy. V Bratislavě se seznámila s Václavem Růtou, který zde pracoval jako úředník u drážní pošty, a dne 17. září 1921 uzavřeli sňatek. 21. března 1923 se manželům narodil syn Jiří (v křestním listě zapsán jako Jura). Během svého pobytu se Růtovi seznámili s Janem Bejblem, který pracoval u policie.
S rozpadem Československa se Růtovi v březnu roku 1939 přestěhovali do pražského bytu v Biskupcově ulici, který jim sehnal bratr Václava Růty. Shodou okolností ve stejném domě a na stejném patře bydlela rodina Jana Zelenky-Hajského. Marie Růtová byla v domácnosti a Václav Růta pracoval na poště na Hlavním nádraží. Syn Jiří nastoupil na gymnázium v Libni, kde studoval i Jan Milíč, syn Jana Zelenky-Hajského.

## Pomoc parašutistům
Ke spolupráci s Janem Kubišem a Jozefem Gabčíkem se Marie Růtová s manželem dostali přes jejich známého z Bratislavy, Jana Bejbla. Ten poskytl jejich adresu parašutistům výsadku Anthropoid při jejich pobytu v Plzni, pár dnů od vysazení u Nehvizd. Růtovi poskytli Kubišovi s Gabčíkem ubytování od 31. prosince 1941 do 5. ledna 1942, kdy se o jejich pobytu náhodou dozvěděl při návštěvě soused Růtových Jan Zelenka-Hajský. Ten je poté převzal pod ochranu sokolské odbojové organizace a aktivní role Růtových se uzavřela.

## Zatčení, smrt
Po úspěšném útoku na Heydricha nemělo gestapo téměř žádnou stopu. Zlom přišel až po zradě Karla Čurdy 16. června 1942, kdy se rozběhla vlna zatýkání a výslechů. 17. června byli zatčeni Bejblovi v Plzni, ten samý den řádilo gestapo i v pražské Biskupcově ulici u Moravcových. Zatčena byla manželka Jana Zelenky-Hajského Františka, Zelenka-Hajský se stihl otrávit jedem. Syn Růtových Jiří informoval ve škole o dění Jana Milíče Zelenku, který rovněž spáchal sebevraždu. Není zcela zřejmé jak se gestapo dostalo na stopu Růtových. Dne 19. června 1942 byli všichni tři zatčeni. Po výsleších v Praze byla Marie Růtová s manželem a synem vězněna v terezínské Malé pevnosti, dne 29. září 1942 byli všichni odsouzeni stanným soudem k trestu smrti a 24. října téhož roku popraveni v koncentračním táboře Mauthausen při fingované zdravotní prohlídce společně s mnoha dalšími českými odbojáři a jejich rodinnými příslušníky.

## Připomínka
Její jméno a jméno manžela a syna jsou uvedena na pamětní desce na domě, kde Růtovi bydleli, v ulici Biskupcova 1837/4, v Praze 3 na Žižkově. Na desce je nápis: „V tomto domě žili: Jan Zelenka-Hajský, řid.učitel s manželkou Františkou a synem Milíčem. Poštovní úředník Václav Růta s manželkou Marií a synem Jiřím. Za svou činnost v odboji statečně zemřeli: Jan Zelenka se synem 17. června ostatní 24. října 1942. Nezapomeneme. Svým členům věnuje Okresní výk. výbor Jednota žen Čs. strany nár. soc. v Žižkově“.

## Galerie

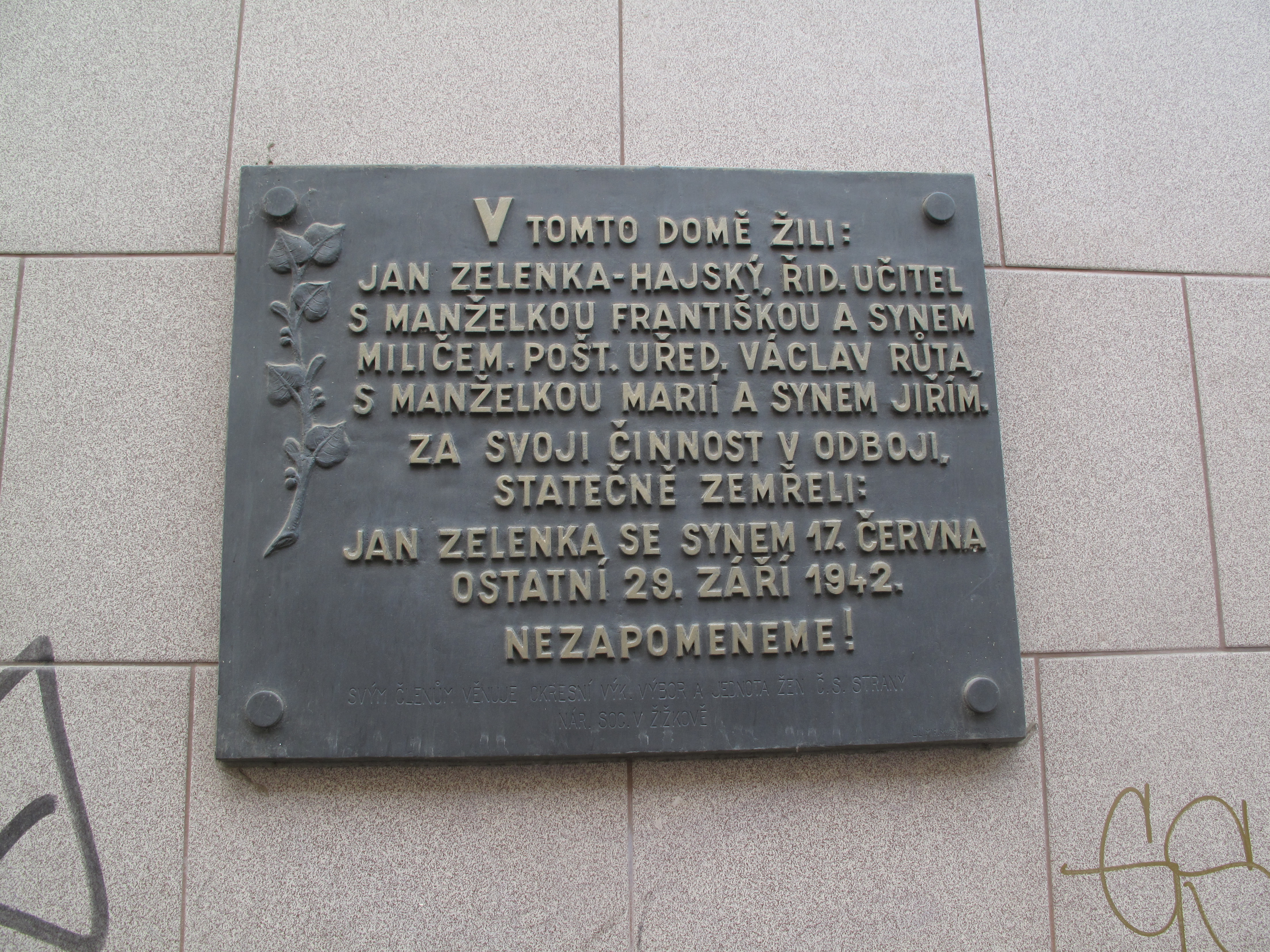
Pamětní deska v Biskupcově ul., Praha 3 - Žižkov